# Maytenus schippii
Maytenus schippii är en benvedsväxtart som beskrevs av Lundell. Maytenus schippii ingår i släktet Maytenus och familjen Celastraceae. Inga underarter finns listade.